# Jesse Lowen Shearer
Jesse Lowen Shearer (1921 — 1992) foi um engenheiro mecânico estadunidense.
Shearer obteve o Sc.D. no Instituto de Tecnologia de Massachusetts, onde como professor de engenharia mecânica trabalhou no Laboratório de Análise e Controle Dinâmico de 1950 a 1963. Foi em seguida professor da Faculdade de Engenharia Mecânica da Universidade Estadual da Pensilvânia até aposentar-se em 1985. Foi um membro da Dynamic Systems and Control Division da American Society of Mechanical Engineers (ASME).

## Prêmios e condecorações
Em 1965 recebeu o Prêmio Donald P. Eckman da International Society of Automation, em 1966 recebeu o Prêmio Memorial Charles Russ Richards da ASME e em 1983 recebeu a Medalha Rufus Oldenburger da ASME .